# AFC 에스킬스투나
애슬레틱 풋볼 클럽 에스킬스투나(스웨덴어: Athletic Football Club Eskilstuna) 또는 AFC 에스킬스투나(AFC Eskilstuna)는 에스킬스투나를 연고로 하는 스웨덴의 축구 클럽이다. 현재 스웨덴의 2부 축구 리그인 수페레탄에 소속되어 있다.

## 역사
1991년에 스톡홀름에서 다방 카페 오페라(Café Opera)를 운영하던 알렉산드로 카테나치(Alessandro Catenacci)에 설립된 축구 클럽인 FC 카페 오페라(FC Café Opera)가 전신이다. FC 카페 오페라는 8부 리그에서 시작했지만 불과 9년 만에 스웨덴의 2부 축구 리그인 수페레탄으로 승격되었다.
2005년에 스톡홀름을 연고로 하는 축구 클럽인 FC 카페 오페라와 베스뷔 IK FK(Väsby IK FK)를 통합한 축구 클럽인 베스뷔 유나이티드(Väsby United)가 창단되었다. 베스뷔 유나이티드는 FC 카페 오페라를 계승하여 AIK의 2군 팀으로 활동했다.
2012년 12월에는 3부 리그에 소속되어 있던 애슬레틱 FC(Athletic FC)를 합병하면서 AFC 유나이티드(AFC United)로 이름을 바꿨으며 스톡홀름 교외에 위치한 솔나로 연고지를 이전했다. 2016년에 연고지를 솔나에서 에스킬스투나로 이전하면서 클럽 이름을 AFC 에스킬스투나(AFC Eskilstuna)로 바꿨다.

## 성적
- 수페레탄 1회 준우승 (2016)
- 디비시온 1 노라 1회 우승 (2014), 2회 준우승 (2007, 2011)
- 스벤스카 쿠펜 1회 준우승 (2019)

## 선수 명단

### 현역
참고: FIFA 자격 규정에 따라 소속된 국가대표팀 국기를 표시합니다. 선수는 복수의 FIFA 비회원국 국적을 가지고 있을 수 있습니다.
| 번호 | 포지션 | 국적                  | 이름               |
| ---- | ------ | --------------------- | ------------------ |
| 4    | DF     | 보스니아 헤르체고비나 | 아멜 마잘로비치    |
| 5    | DF     | 튀니지                | 야신 알렉산더 하왓 |
| 6    | MF     |                       | 구스타프 세버린센  |
| 19   | MF     |                       | 리스 게일러        |
| 20   | FW     | 케냐                  | 헨리 메자          |
| 24   | DF     | 케냐                  | 프랭크 오디암보    |
| 27   | FW     | 이라크                | 알라이 가셈        |
| 32   | GK     | 말리                  | 마칸 케이타        |

| 번호 | 포지션 | 국적 | 이름      |
| ---- | ------ | ---- | --------- |
| 97   | DF     |      | 루카 마셋 |

## 역대 감독
| 감독        | 임기        |
| ----------- | ----------- |
| 마이클 졸리 | 2017 ~ 2018 |